# Pallidochromis tokolosh
Pallidochromis tokolosh es una especie de peces de la familia Cichlidae en el orden de los Perciformes.

## Morfología
Los machos pueden llegar alcanzar los 28 cm de longitud total.

## Hábitat
Vive en zonas de clima tropical  entre 50-150 m de profundidad.

## Distribución geográfica
Se encuentra en África):  lago Malawi